# 자두 (가수)
자두(본명: 김덕은, 1982년 5월 4일 ~ )는 대한민국의 여자 가수이다. 2001년 더 자두 1집 《Jadu Version 0001》로 데뷔하였다. 2013년 12월 14일, 자신이 다니던 교회에서 6살 연상의 재미 한국인 목사와 결혼하였다.

## 학력
- 선정고등학교
- 동덕여자대학교 실용음악학과 (중퇴)

## 음반

### 정규 음반
- 1집 《Jadu Version 0001》 (2001년 3월 8일)
- 2집 《Change Yourself》 (2002년 4월 4일)
- 3집 《The Jadu》 (2003년 5월 28일)
- 4집 《The Jadu II》 (2005년 4월 28일)
- 5집 《Happy Network》 (2008년 4월 30일)

### 비정규 음반

#### 그룹 활동 당시
- 《Jadu CheerSong (Digital Single)》 (자두 월드컵 응원가) : 2006년
- 《웃는 얼굴로 돌아보라 OST (Single)》 : 2006년
- 《Jadu & Maru (Digital Single)》 : 2007년
- 《The Love Part.5 (Single)》 : 2008년
- 《Happy Network (Repackage)》 : 2008년

#### 솔로
- 〈울라불라 블루짱 OST (Single)〉: 2004년
- 〈Restoration (Single)〉: 2012년
- 〈굿데이 (Single)〉 : 2015년
- 〈발칙하게 고고 OST (Single)〉: 2015년

## 출연 작품

### 시트콤 및 드라마, 예능
- KBS1 《가족오락관》
- KBS1 《6시 내고향》 - 월요일 코너  속 풀어드립니다 패널 (2022년 9월 12일(추석특집) ~ 출연중)
- KBS2 화요시트콤 《이색극장 두 남자 이야기》
- FOX 채널 드라마 《The O.C 시즌 2》
- M.net 《School of 樂》
- tvN 《신동엽의 감각제국》
- ETN 《자두의 못생긴 여자클럽》
- SBS 월화드라마 《내게 거짓말을 해봐》 - 자두 역
- MBC 《황금어장 라디오스타》
- MBC 《미스터리 음악쇼 복면가왕》 - 별이 빛나는 밤에
- SBS《백종원 골목식당》 - 181회 게스트
- SBS《좋은아침 내몸 주치의》 - 1월 3일 게스트
- KBS1 《6시 내고향》 - 월요일 코너 [속 풀어드립니다] 9월 12일 7615회(추석특집 2부)  패널

### 영화
- 2004년 《그녀를 모르면 간첩》 - 박효진 역 (특별출연)
- 2005년 《작업의 정석》 - 특별출연

### 라디오 DJ
- 2003년 10월 20일 ~ 2004년 10월 17일 《자두의 라디오가 좋아요》 (KBS 해피FM)
- 2004년 1월 20일 ~ 2004년 1월 23일 : KBS 해피FM 《KBS 해피FM 설날 교통 특별생방송 고향길 즐겁게》
- 2004년 9월 25일 ~ 2004년 9월 29일 : KBS 해피FM 《KBS 해피FM 추석 교통 특별생방송 고향길 즐겁게》

### 뮤지컬
- 2008년 ~ 2009년 《온에어 시즌2》
- 2012년 《영웅을 기다리며》 - 막딸 역

### 광고
- 2001년 유한양행 바이탈씨

## 홍보대사
- 2009년 2월 고양국제꽃박람회 홍보대사